# Cestrum elegantissimum
Cestrum elegantissimum là loài thực vật có hoa trong họ Cà. Loài này được C.V.Morton mô tả khoa học đầu tiên năm 1936.